# Erioptera (Erioptera) litostyla
Erioptera (Erioptera) litostyla is een tweevleugelige uit de familie steltmuggen (Limoniidae). De soort komt voor in het Oriëntaals gebied.